# Dakshineshwar-Tempel

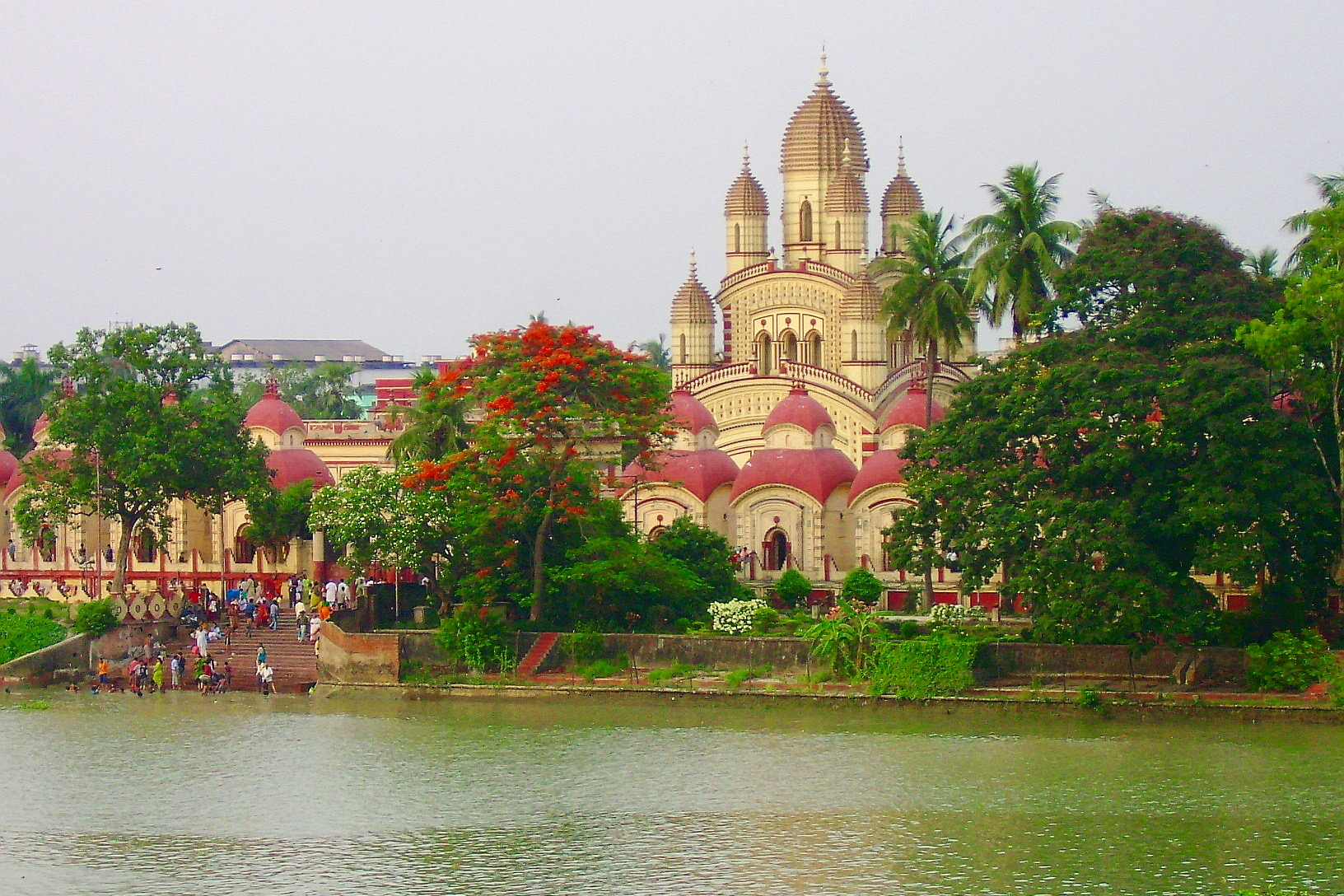
Dakshineshwar Kali-Tempel (1847–1855, Flussseite) mit Shiva-Schreinen und Treppen (ghats) zum Fluss

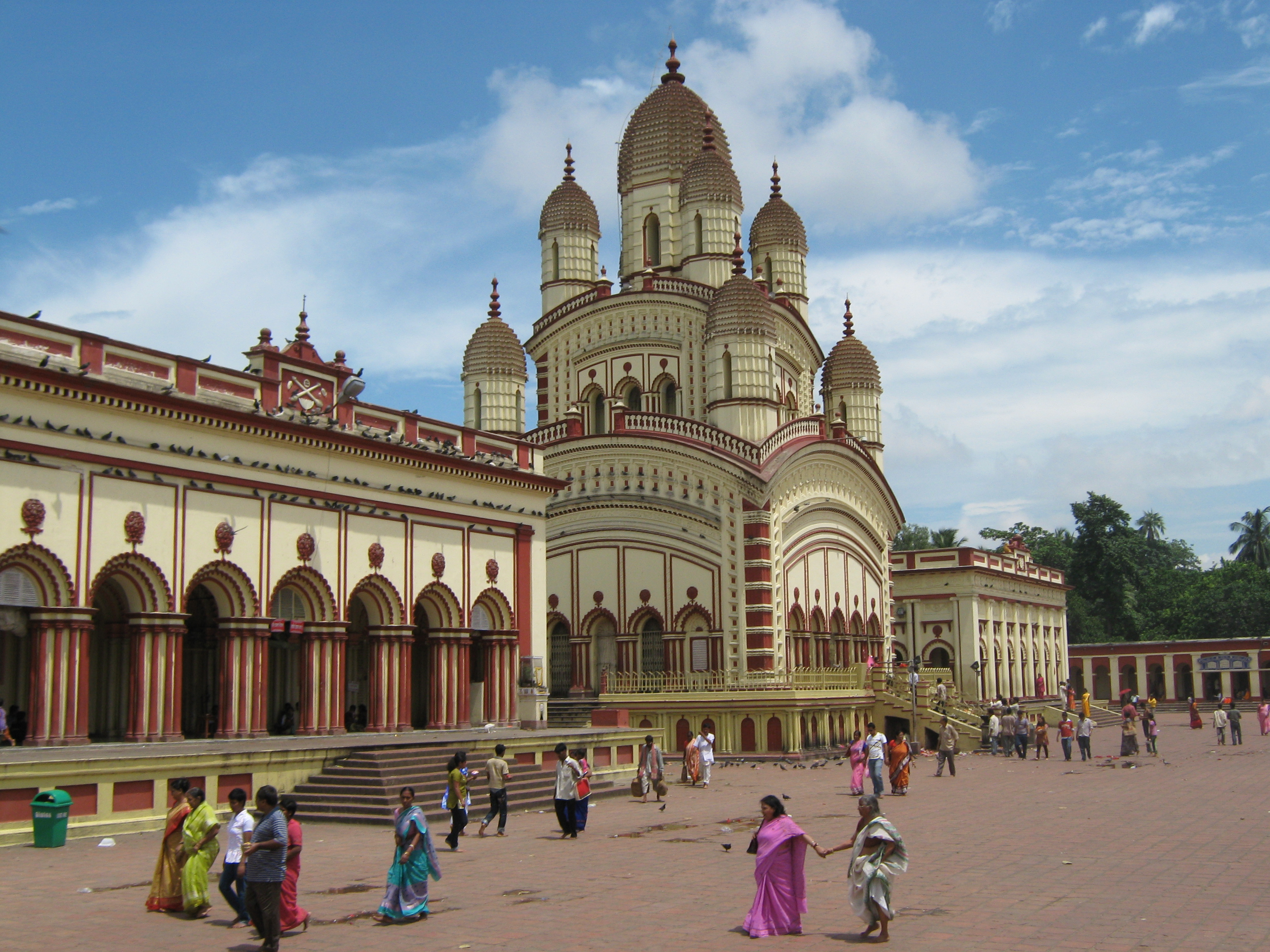
Dakshineshwar Kali-Tempel (Landseite)

Der Dakshineshwar-Tempel (bengalisch দক্ষিণেশ্বর) ist eine hinduistische Tempelanlage aus der Mitte des 19. Jahrhunderts im bengalischen Stil. Neben dem zentral gelegenen Kalighat-Tempel ist es einer der Haupttempel Kolkatas.

## Lage
Der Dakshineshwar-Tempel liegt ca. 12 km nördlich des Zentrums von Kolkata am Gangesarm Hugli, direkt neben der Hugli-Brücke Vivekananda Setu. Der Tempelkomplex liegt im Distrikt Uttar 24 Pargana in der Subdivision Barakpur.

## Geschichte und Architektur
Der aus verputzten Ziegelsteinen errichtete Tempelkomplex wurde im Jahr 1847 von Rani Rashmoni, einer wohlhabenden Grundbesitzer-Witwe, gestiftet und 8 Jahre später fertiggestellt. Er besteht aus einem der Göttin Kali geweihten und von einem Mittelturm und 8 – in zwei Ebenen angeordneten – Ecktürmchen (siehe Chhatris) überhöhten Haupttempel mit gekrümmten bengalischen Dächern, einem Radha-Krishna-Schrein und 12 kleinen Shiva-Tempeln, die an der dem Fluss zugewandten Seite liegen. Hier führen Treppen (ghats) zum Fluss hinunter, so dass die Gläubigen ein rituell reinigendes Bad nehmen können.
Außen- und Innenwände des Tempels sind weitgehend schmucklos gestaltet; es gibt weder Figuren- noch Ornamentschmuck. Dass der Bau dennoch elegant wirkt, liegt an der architektonischen Feingliederung und den roten farblichen Absetzungen.

## Sonstiges
- Auf dem Tempelgelände befindet sich auch der von den Gläubigen ebenfalls religiös verehrte Wohnraum Ramakrishnas (ein Zimmer mit Bett und vielen Fotografien an der Wand), der hier über 30 Jahre bis zu seinem Tod 1886 als Priester tätig war. Die gesamte Tempelanlage ist auch für Nicht-Hindus problemlos zugänglich.
- Zum etwas flussabwärts gegenüber gelegenen Belur Math, dem von Ramakrishnas Schüler Vivekananda gegründeten Hauptsitz der Ramakrishna-Mission, gibt es eine ständige Fährverbindung.